# Amritgang
Amritgang (nep. अमृतगंज) – gaun wikas samiti w środkowej części Nepalu w strefie Narajani w dystrykcie Bara. Według nepalskiego spisu powszechnego z 2001 roku liczył on 1211 gospodarstw domowych i 7813 mieszkańców (3754 kobiet i 4059 mężczyzn).